# Пероксодисульфат бария
Пероксодисульфат бария — неорганическое соединение, 
соль металла бария и пероксодисерной кислоты с формулой BaS2O6(O2),
бесцветные кристаллы,
растворяется в воде,
образует кристаллогидрат.

## Получение
- Действие гидроксида бария на холодный раствор пероксодисерной кислоты:

{\displaystyle {\mathsf {Ba(OH)_{2}+H_{2}S_{2}O_{6}(O_{2})\ {\xrightarrow {5^{o}C}}\ BaS_{2}O_{6}(O_{2})+2H_{2}O}}}

## Физические свойства
Пероксодисульфат бария образует бесцветные кристаллы,
растворяется в холодной воде, разлагается в горячей.
Образует кристаллогидрат состава BaS2O6(O2)•4H2O.